# Диазотен тетраоксид
Диазотният тетраоксид (N2O4) е димер на азотния диоксид (NO2). Използва се като реагент в химични реакции и като окислител в ракетни пропеланти.

## Структура
Молекулата на диазотния тетраоксид е планарна, с N-N разстояние 1,78 ангстрьома и N-O разстояния по 1,19 ангстрьома.

## Качества
Химично чистият диазотен тетраоксид представлява безцветен и прозрачен газ с остра миризма. Под 21,15 °C или под налягане е безцветна летлива течност.
Намира се в равновесен баланс с азотния диоксид по формулата:
N2O4 ⇌ 2NO2
При по-ниска температура и по-високо налягане равновесието е изместено към диазотния тетраоксид, при по-висока температура и по-ниско налягане – към азотния диоксид. При 140 °C е на практика само азотен диоксид.
Реално диазотният тетраоксид почти винаги съдържа известно количество азотен диоксид, който му придава жълтеникав до кафяв оттенък. И обратно, азотният диоксид и съдържащите го смеси (градски смог и пр.) неизбежно съдържат и известно количество диазотен тетраоксид.
Силен окислител, високотоксичен и корозивен. Не реагира при контакт с въздух, но смесите му с органични съединения са взривоопасни, а с хидразини се самозапалват. При разтваряне във вода се образува азотна киселина.

## Производство
Обикновено се получава чрез каталитично окисляване на амоняк. На първата стъпка се получава азотен оксид. Към газовата смес се добавя водна пара, за да намали температурата на самозапалване. Повечето от водата се кондензира и газовете се доохлаждат. Полученият азотен оксид се окислява до азотен диоксид, а останалата вода се кондензира във вид на азотна киселина и се отделя. Газът, който остава, е на практика чист диазотен тетраоксид, който се охлажда в охладител до втечняване.

## Съхраняване и транспортиране
Обикновено се съхранява в резервоари от легирана стомана или алуминий, с обем до 100 m3. Резервоарите задължително се оборудват с предпазни клапани, манометри и нивомери. Тъй като температурният интервал, в рамките на който N2O4 е течност, е доста тесен, резервоарите се монтират в наземни или подземни помещения, в които се поддържа температура между -5 и +15 °C. В резервоарите се поддържа налягане с около 0,15 – 0,22 MPa над атмосферното, за да не попаднат вътре влага и замърсители от въздуха.
Транспортира се в цистерни с обем 40 до 60 m3. Цистерните трябва да имат предпазни клапани, манометри и нивомери, а също изолация и система от тръби, през които, в зависимост от температурата на околната среда, циркулира топла вода или охлаждащ разтвор. В цистерните се поддържа налягане с около 0,1 – 0,15 MPa над атмосферното.

## Употреба

### Като ракетно гориво
Като окислител в ракетните горива диазотният тетраоксид е на второ място по използване след течния кислород и е най-често използваният некриогенен окислител. Към края на 1950-те той става най-използваният окислител за дълго съхранение в ракетни горива в САЩ и СССР. Обикновено се използва като окислител в хиперголична смес заедно с хидразин-базирано гориво (асиметричен диметилхидразин, монометилхидразин, Аерозин 50), както в ракети-носители, така и в космически апарати.
При употреба като гориво най-често бива наричан „азотен тетраоксид“ (Nitrogen Tetroxide, NTO). Най-често към него се добавя малко азотен оксид, за да намали напукването на титановите сплави (от които обикновено се правят резервоарите за гориво) поради стрес-корозия. Получената смес е известна като „азотно-окидна смес“ (Mixed Oxides of Nitrogen, MON). Повечето космически апарати използват MON вместо NTO – напр. космическата совалка използва MON3 (NTO + 3 тегловни процента NO).

#### Системи, в които е използван
В САЩ е използван първо в ракетите „Титан“ – първо като междуконтинентални балистични ракети, а след това и като ракети-носители за космически апарати. По-късно се използва в корабите „Джемини“ и „Аполо“. Към момента продължава да се използва в космическата совалка, повечето геостационарни спътници и много космически апарати за изучаване на по-далечното космическо пространство. Вероятно е НАСА да продължи да го използва и в проекта „Орион“, който ще замени совалката.
В СССР и Русия е използван в ракетите-носители „Космос“, „Циклон“ и „Протон“, при станцията „Мир“ и модула „Звезда“ на МКС, в космическите кораби „Союз“ и „Прогрес“, както и в много спътници и космически апарати за изучаване на космическото пространство. Планира се използването му и в бъдещи космически апарати.
В Китай е използван (по непотвърдени данни) в някои версии на ракетата-носител „Чан Джън“ („Великият поход“). Използван е и в двигателната система на космическия кораб „Шънджоу“.
В Индия е използван в бустерите и втората степен на ракетата-носител „GSLV“.
Във Франция е бил използван в ракетата-носител „Диамант“.
В ЕС е използван във втората степен на ракетата-носител „Ариана 5“ и в космическия кораб „АТК“.
(Списъкът е непълен.)

### В енергетиката
Обратимото равновесие между N2O4 и NO2 дава възможност за използването му като т.нар. дисоцииращ газ в модерни системи за генериране на енергия. Диазотен тетраоксид се компресира и нагрява, което води до разпадането му до азотен диоксид, имащ два пъти по-голям обем. Нагретият и под налягане азотен диоксид върти турбина, при което се разширява и охлажда. След допълнително охлаждане в топлообменник той се свързва обратно в диазотен тетраоксид, който лесно може да бъде компресиран отново. Брайтъновите цикли, базирани на дисоцииращ газ, могат съществено да повишат ефективността на машините за преобразуване на енергия.

### В химията

#### Междинен продукт при получаване на азотна киселина
Азотна киселина обикновено се произвежда с участието на N2O4 (и е страничен продукт при синтеза му, виж по-горе). Диазотният тетраоксид реагира с водата, като се получават азотиста и азотна киселини:
N2O4 + H2O = HNO2 + HNO3
Азотистата киселина при нагряване дисмутира до азотен оксид (NO) и още азотна киселина.

#### Синтез на метални нитрати
Диазотният тетраоксид се държи като азотисто-азотна сол ([NO+][NO3-]), и е силен окислител:
2 N2O4 + M → 2 NO + M(NO3)2
(M обикновено е мед, цинк или калай; вижте също нитрозониев йон.)